# Skutskärs IBK
Skutskärs Innebandyklubb är en innebandyklubb som startades 2001 efter en sammanslagning av Skutskärs OK och Finska föreningen, Skutskär ligger två mil utanför Gävle i norra Uppland och spelar sina hemmamatcher i Rotskärsskolans sporthall. 
Föregående säsong 2014/15 så spelade klubbens seniorlag i Herrar Division 2 GUDH och det gjorde dem med stor framgång och lyckades vinna serien och avancera till Herrar Division 1 Östra Svealand som de till kommande säsong 2015/16 kommer att spela i.